# 腓特烈·安東·烏爾里希
腓特烈·安東·烏爾里希（Friedrich Anton Ulrich，1676年11月27日—1728年1月1日），是瓦爾代克伯爵克里斯蒂安·路德維希之子。1712年他受晉升成為第一任瓦爾代克和皮爾蒙特親王。

腓特烈·安東·烏爾里希

1700年，腓特烈·安東·烏爾里希與茨魏布呂肯-比肯費爾德伯爵克里斯蒂安二世的女兒路易絲結婚，有11個孩子。腓特烈·安東·烏爾里希於1728年去世，由兒子卡爾·奧古斯特·腓特烈繼位。